# فوجی‌فیلم ایکس-پرو۱
فوجی‌فیلم ایکس-پرو۱ (به انگلیسی: Fujifilm X-Pro1) یک دوربین عکاسی ساخت شرکت فوجی‌فیلم است.